# Diploderma drukdaypo
Diploderma drukdaypo — вид ігуаноподібних ящірок родини агамових (Agamidae). Ендемік Китаю. Описаний у 2019 році.

## Поширення і екологія
Diploderma drukdaypo мешкають у верхів'ях Меконгу в районі Каро і повіті Жаг'яб в окрузі Чамдо на сході Тибету. Вони живуть в сухих, колючих чагарникових заростях, зокрема в караганових і нитинкових заростях та серед скель, на висоті 3130 м над рівнем моря.